# Новочесна
Новочесна (пол. Nowoczesna, стилізовано .Nowoczesna) — центристська польська політична партія заснована наприкінці травня 2015 року економістом Ришардом Петру.
Партія отримала 7,6 % голосів на парламентських виборах 2015, здобувши 28 місць у Сеймі. Пізніше до фракції Новочесної у Сеймі долучився ще й один сенатор Kukiz'15.

## Заснування
Рух було засновано у травні 2015 року, як NowoczesnaPL (НовочеснаПЛ) економістом Ришардом Петру. Через деякі суперечки з приводу назви — вже існувала неурядова організація під назвою Fundacja Nowoczesna Polska — у серпні 2015 року назву руху було змінено на Новочесна (.Nowoczesna). Приблизно тоді було створено новий логотип партії.

## Вибори

### Сейм
| Вибори | Голоси    | %         | Місця    |
| ------ | --------- | --------- | -------- |
| 2015   | 1,155,370 | 7.6 (№ 4) | 28 / 460 |
| 2019   |           |           | 8 / 460  |